# Жоров Вадим Олександрович
Вадим Олександрович Жоров (1994—2023) — молодший сержант збройних сил України, учасник російсько-української війни.

## Життєпис
Народився 18 квітня 1994 року в смт Хотінь Сумської області.
Під час війни був молодшим сержантом, командиром групи спеціального призначення.
У 2015 році закінчив факультет податкової міліції Національного університету державної податкової служби України.
Працював у ГУ ДФС у м. Києві, проживав у Ірпені. 2016 – 2017 рр. брав участь в Антитерористичній операції на території Донецької та Луганської областей. 
Нагороджений відзнакою «За захист економічних інтересів України в зоні проведення АТО» та медаллю «За участь в Антитерористичній операції».
У 2020 році наказом ГУ ДФС у м. Києві присвоєно звання капітана податкової міліції.
З перших днів війни вступив до лав Збройних Сил України.
Молодший сержант  був командиром відділення групи спеціального призначення роти спеціального призначення військової частини А 4124. Воював у Харківській, Донецькій та Луганській областях.
Наказом Головнокомандувача Збройних сил України В.Ф. Залужного в 2022 році відзначений почесним нагрудним знаком «Сталевий хрест».
У 2023 році нагороджений нагрудним знаком «Почесна відзнака 127 окремої бригади територіальної оборони ІІІ ступеня».
Загинув 7 квітня 2023 року поблизу населеного пункту Діброва Луганської області.
Похований на Баранівському кладовищі міста Суми.

## Нагороди
- Орден «За мужність» III ступеня[3].